# Оптовая генерирующая компания № 6
Оптовая генерирующая компания № 6 (ОГК-6) — российская энергетическая компания, созданная в результате реформы РАО «ЕЭС России». Полное наименование — Открытое акционерное общество «Шестая генерирующая компания оптового рынка электроэнергии». Штаб-квартира — в Москве.
Основана 17 мая 2005 года. 1 ноября 2011 года компания перестала существовать как юридическое лицо после её поглощения ОАО ОГК-2.

## Собственники и руководство
По состоянию на 31 марта 2011 года акционерами компании были:
- ОАО «Центрэнергохолдинг» (дочернее общество ООО «Газпром энергохолдинг»)— 50,29 %
- ОАО «Интер РАО ЕЭС» — 13,2 %
- ООО «Инвест-Генерация» — 10,26 %

Рыночная капитализация компании на ММВБ на 16 марта 2009 года составляла 7,7 млрд руб.
Генеральный директор с 11 июня 2008 года — Алексей Александрович Митюшов.

## Деятельность
В ОГК-6 входили Рязанская, Новочеркасская, Киришская, Череповецкая ГРЭС, Красноярская ГРЭС-2 суммарной установленной электрической мощностью 9162 МВт, тепловая — 2036 Гкал/ч.
Консолидированная выручка компании в 2008 году — 42,275 млрд рублей (в 2007 году — 35,33 млрд руб.), чистая прибыль — 805 млн руб. (1,546 млрд руб.).
В 2008 году электростанции ОГК-6 выработали 38,857 ГВт·ч электроэнергии.